# Fauna (restaurant)
 For alternative betydninger, se Fauna (flertydig). (Se også artikler, som begynder med Fauna)
Fauna var en norsk gourmetrestaurant i Oslo. Den blev åbnet i 2013 og blev drevet af Bjørn Svensson, Anne Heggberget og Jo Bøe Klakegg. I 2014 blev restauranten tildelt en stjerne i Michelinguiden, hvilket var mindre end et år efter den åbnede. Den lukkede den 9. juli 2016 af økonomiske årsager.